# 上加利利

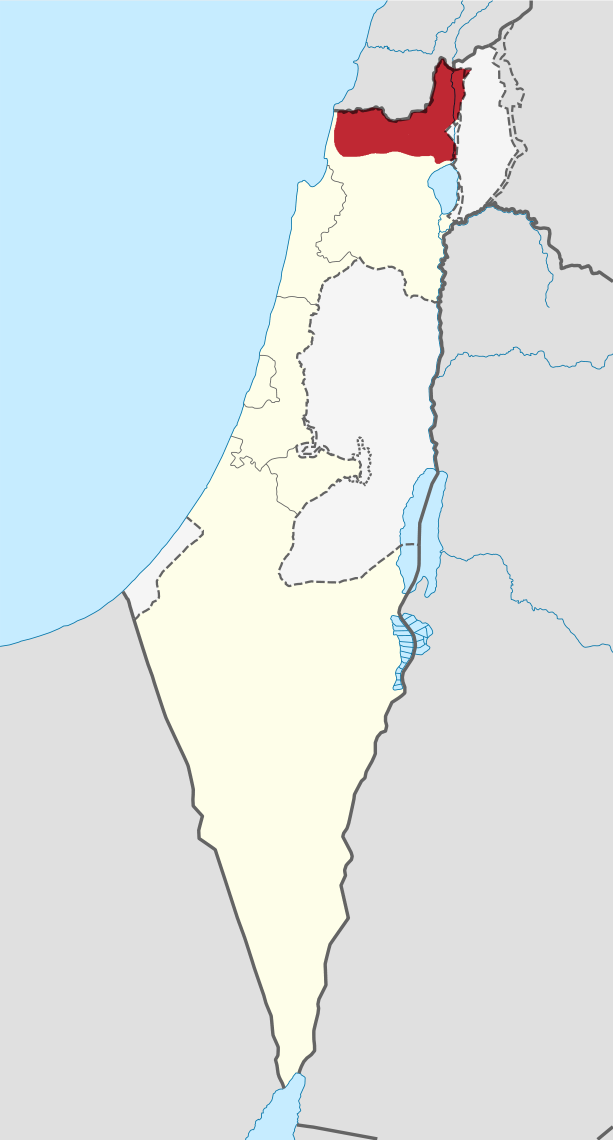
上加利利地圖

上加利利（希伯來語：‎，HaGalil Ha'Elyon；阿拉伯语：‎，Al Jaleel Al A'alaa）是以色列的一個地區。這一地區的南側是下加利利，東側是約旦河。

## 外部連結
- www.galil-elion.org.il （页面存档备份，存于）
- The Upper Galilee Museum of Prehistory （页面存档备份，存于）

33°01′46″N 35°19′45″E / 33.02939°N 35.32928°E